# レナート・コルセッティ
レナート・コルセッティ（Renato Corsetti, 1941年3月29日 - 2025年2月1日）は、イタリアの言語学者であり、エスペラントの活動家である。世界エスペラント協会の前会長（2001年 - 2007年）で、名誉会員、また1971年 - 1973年に全世界エスペラント青年機構（TEJO）会長を務めた。

## 経歴・人物
イタリアのローマに生まれる。
2007年に横浜市で開催された第92回世界エスペラント大会においては、開会式の議長を務めた。
世界中の人々が中立的で簡単な国際語でコミュニケーションできるべきだという考えを強固に主張している。ローマ・ラ・サピエンツァ大学で言語心理学を教えていて、退職した。
サン・マリノ国際科学アカデミーの助教授でもある。
2025年2月1日、2016年以後に在住していたイギリスのロンドンで死去した。83歳没。